# Eulasia goudoti lajonquierei
Eulasia goudoti lajonquierei es una subespecie de coleóptero de la familia Glaphyridae.

## Distribución geográfica
Habita en Marruecos.